# Denúncias contra Michel Temer pela Procuradoria-Geral da República

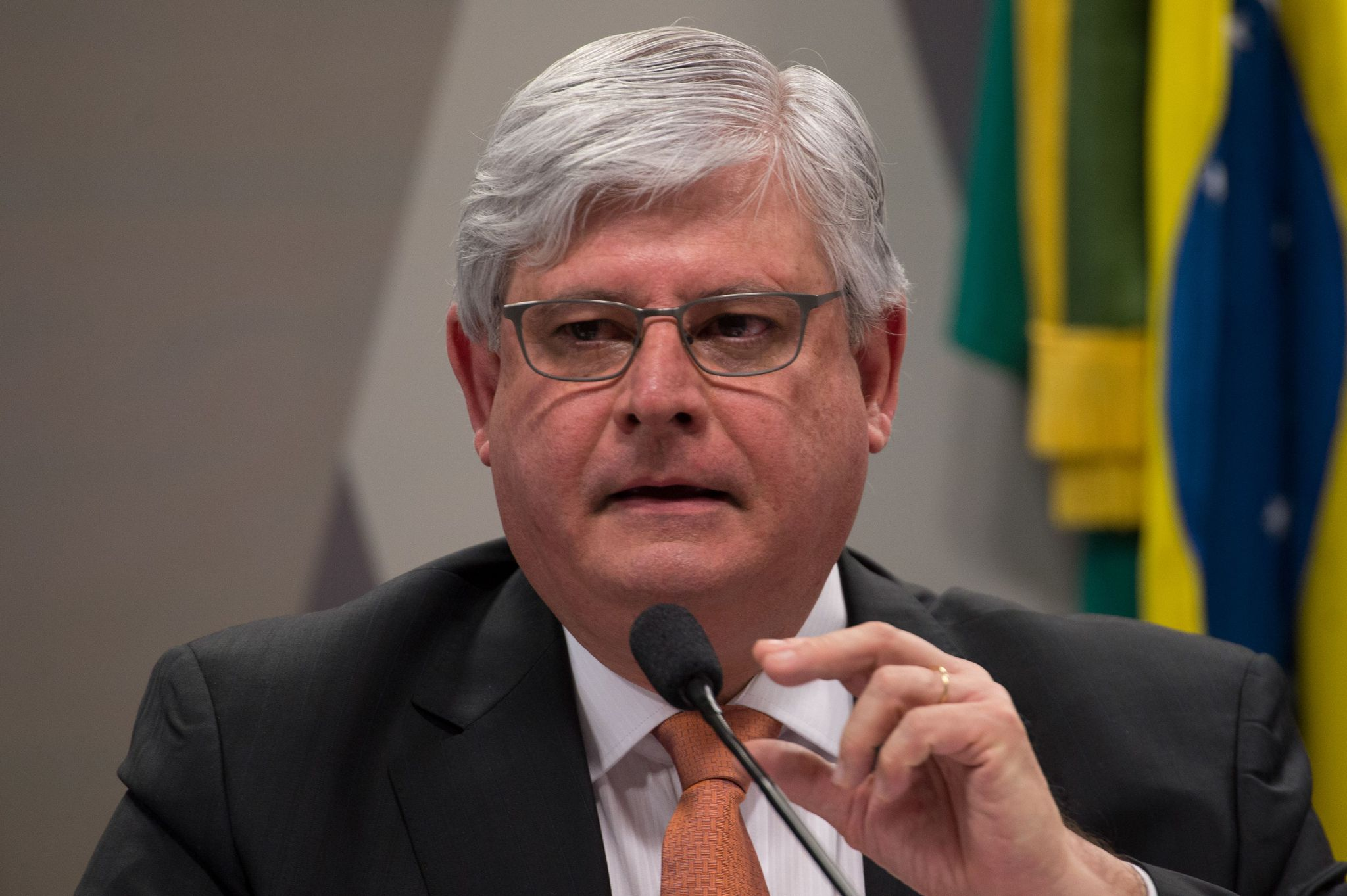
Rodrigo Janot moveu duas denúncias contra Temer na Câmara dos Deputados.

As denúncias contra Michel Temer pela Procuradoria-Geral da República foram duas denúncias por crimes comuns movidas pelo Procurador-Geral da República, Rodrigo Janot, contra o presidente da República Michel Temer, tendo como pilares os crimes de corrupção passiva, organização criminosa e obstrução de justiça, no âmbito da Operação Lava Jato.
A segunda e principal delas, apresentada em 14 de setembro de 2017, teve como bases principais as delações premiadas de executivos da empresa JBS e as do corretor de valores Lúcio Funaro. Os acusados de organização criminosa foram os políticos Eduardo Cunha, Rodrigo Rocha Loures, Henrique Alves, Geddel Vieira Lima, Eliseu Padilha e Moreira Franco, todos do PMDB. E ainda foram acusados os executivos da JBS Joesley Batista e Ricardo Saud, estes por obstrução de justiça. Conforme a segunda denúncia, os sete integrantes do PMDB praticaram atos ilícitos, em troca de propina, dentro de vários órgãos e entidades públicos, entre os quais Petrobras, Furnas, Caixa Econômica Federal e Câmara dos Deputados. Quanto a Temer, foi apontado pela PGR na denúncia como o líder da organização criminosa desde maio de 2016. Já a primeira denúncia, apresentada em agosto de 2017, tratou das suspeitas de que o ex-deputado federal Rodrigo Rocha Loures teria negociado e recebido propina em nome e benefício de Temer.
O governo Temer teria êxito em barrar as duas denúncias na Câmara dos Deputados, porém sob acusação de fisiologismo político e de comprar o voto de deputados por meio de emendas parlamentares e distribuição de cargos, projetos, medidas e demais benesses. Além disso, as denúncias resultariam na perda de apoio da base governista na Câmara dos Deputados ao longo das votações.

## Contexto político
Desde que assumiu a presidência, após o afastamento de Dilma Rousseff, Temer passou a enfrentar uma sucessão de crises políticas ocasionadas pelo envolvimento de integrantes de seu governo em denúncias de corrupção. Alguns dos principais conselheiros políticos do presidente tiveram de pedir demissão.
A primeira crise política do governo teve início menos de duas semanas após Temer assumir a presidência com os vazamentos da delação premiada do ex-senador Sérgio Machado que provocaria a queda de três ministros: Romero Jucá (Ministério do Planejamento), Fabiano Silveira (Ministério da Transparência) e Henrique Eduardo Alves (Ministério do Turismo).
Ainda em 2016, o ministro da Cultura Marcelo Calero se demitiu e acusou o ministro Geddel Vieira Lima, da Secretaria de Governo, de tê-lo pressionado a rever decisão do Instituto do Patrimônio Histórico e Artístico Nacional (IPHAN) que impedia a construção de um empreendimento imobiliário onde o ministro da Secretaria de Governo adquiriu apartamento. O presidente manteve Geddel no cargo, apesar das críticas, porém a situação provocou um escândalo que foi se agravando, gerando constrangimento para Temer. Geddel acabou se demitindo do governo.
Posteriormente viria o escândalo político gerado pelas delações dos executivos e ex-dirigentes da Odebrecht (atual Novonor). Com base nessas delações, o ministro Luiz Edson Fachin, relator da Lava Jato no Supremo Tribunal Federal, autorizou a abertura de inquéritos para investigar políticos citados nos depoimentos, entre os quais oito ministros do governo Temer.
O próprio Temer foi citado nas delações, onde ele teria comparecido em duas reuniões com os delatores da Odebrecht para acerto de propinas.
Além das delações da Odebrecht, Temer também aparece nas delações dos lobistas Júlio Camargo e Fernando Baiano, de Sérgio Machado e do senador cassado Delcídio do Amaral. Porém nenhuma dessas delações poderiam ser investigadas uma vez que Temer possui "imunidade temporária": o presidente da República não pode ser alvo de investigações por fatos ocorridos fora do mandato.

### Delações da JBS

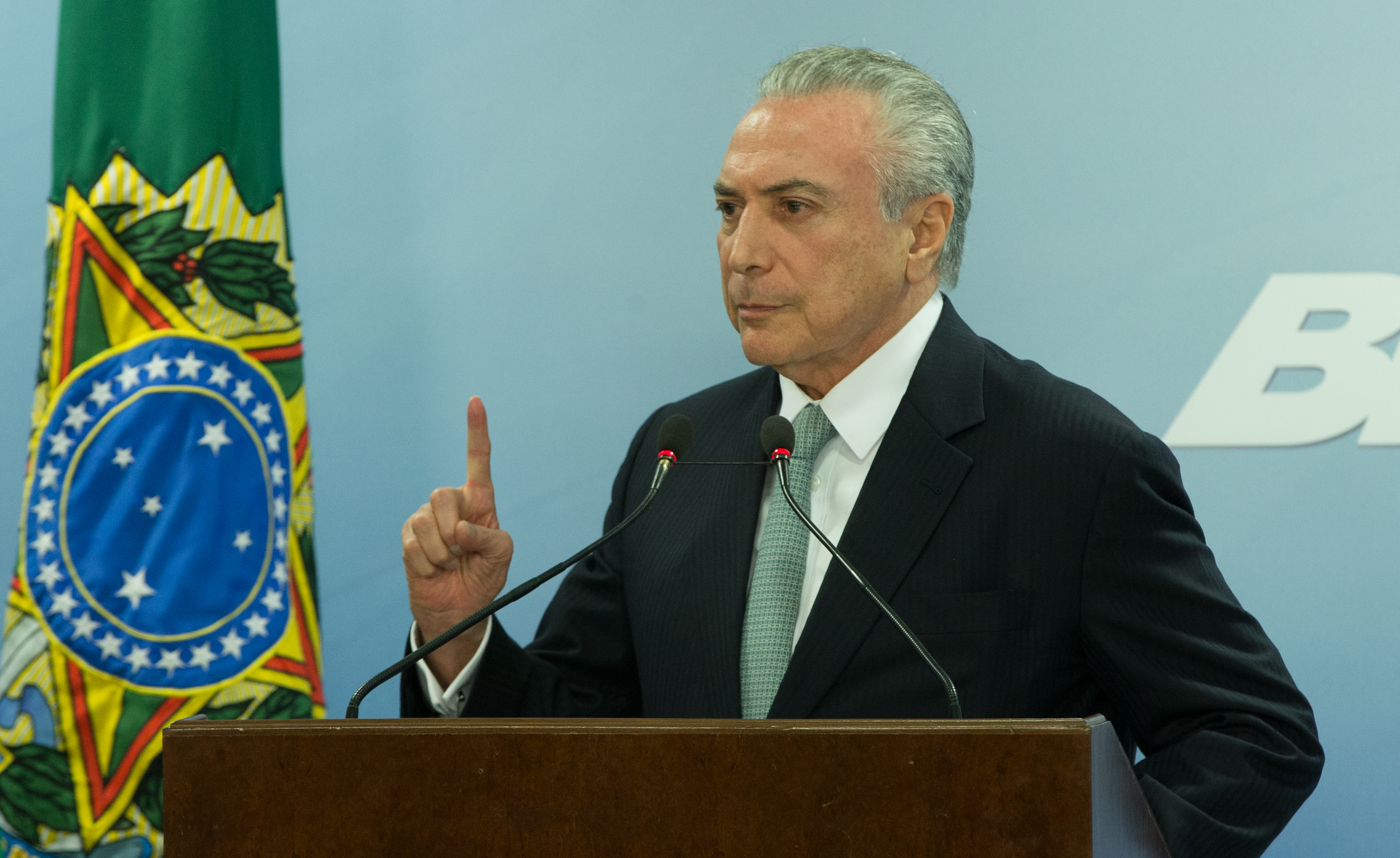
Presidente Michel Temer durante pronunciamento, após divulgação das delações da JBS, enfatizando que não iria renunciar ao cargo.

As delações da JBS, no entanto, trariam fatos suspeitos do período em que ele já ocupava a presidência.
No dia seguinte a divulgação das delações da JBS, é deflagrada pela Polícia Federal a Operação Patmos e inicia-se a maior crise do governo Temer. O presidente foi forçado a fazer um pronunciamento afirmando que não renunciaria ao cargo. Ao mesmo tempo o ministro Edson Fachin, relator da Operação Lava Jato no Supremo Tribunal Federal, autoriza a abertura de um inquérito para investigar o presidente Michel Temer.

## Processo
De forma geral, os processos de impeachment e de denúncia criminal seguem normas semelhantes, mas o procedimento adotado em uma denúncia apresenta algumas diferenças. Em um impeachment o processo é político e ocorre no Congresso Nacional, sem passar em momento algum pelo judiciário. As regras desse processo se fundamentam na Lei n.º 1.079 de 1950, que trata do crime de responsabilidade e, diferentemente do crime comum, pode ser denunciado por qualquer cidadão. O pedido é encaminhado à Câmara dos Deputados e a admissibilidade de um processo de impeachment depende do presidente da Câmara.
Se aprovado, os parlamentares decidem se há procedência no processo através de votação em plenário. Posteriormente, a acusação segue para o Senado Federal, onde é feito o julgamento. No caso de condenação, é aplicada uma punição política como a perda do mandato e a cassação de direitos políticos.
Já numa denúncia por crime comum o processo corre na esfera judicial. O responsável pela acusação é o Ministério Público Federal, que investiga o caso com a Polícia Federal, e encaminha a denúncia ao Supremo Tribunal Federal. A Suprema Corte necessita de uma autorização da Câmara dos Deputados para prosseguir com o processo contra o presidente. O "passo-a-passo" do processo de denúncia de um presidente da República é o seguinte:
- Primeiramente o Procurador-Geral da República apresenta a denúncia ao Supremo Tribunal Federal;
- posteriormente, o Supremo Tribunal Federal pede autorização da Câmara dos Deputados para abertura da denúncia;
- A denúncia vai à Comissão de Constituição e Justiça (CCJ), onde tem inicio a primeira etapa da tramitação na Câmara dos Deputados da denúncia contra o presidente. O colegiado é composto por 66 parlamentares, dentre os quais um relator é escolhido, o qual irá elaborar um parecer em desfavor ou não do presidente;
- Após o prazo regimental de dez sessões plenárias para a apresentação de defesa, ocorre mais cinco sessões para que o relatório seja votado na CCJ;
- A Comissão vota o parecer do relator. Mesmo que o parecer seja em favor do presidente, ou seja rejeitado, a denúncia deve ir ao plenário da Câmara;
- A Câmara dos Deputados vota a denúncia em plenário. Assim como no rito do impeachment, é necessário 2/3 dos 513 deputados, ou seja, 342 deputados para prosseguimento;
- Se aprovada, a denúncia volta ao Supremo Tribunal Federal, que decide pela abertura ou não de ação contra o presidente;
  - Caso fosse aceita a denúncia, Temer se tornaria réu e seria afastado do cargo por até 180 dias, assumindo interinamente o Presidente da Câmara dos Deputados, Rodrigo Maia. Mesmo que fosse ultrapassado o prazo de 180 dias, a ação prosseguiria na Suprema Corte; devendo esta decidir pela perda ou não do cargo de presidente da República.

Entretanto, com a rejeição da Câmara dos Deputados, a denúncia ficará parada no Supremo, e o caso só poderá ser retomado quando Temer deixar a presidência, momento em que ele perderá o foro privilegiado e um juiz de primeira instância poderá analisar a denúncia, não sendo mais necessária a autorização de um órgão externo para que o Judiciário a acolha e abra um processo.

## Primeira denúncia
O processo da denúncia iniciou-se em 26 de junho, após esta ser protocolada no Supremo Tribunal Federal, ao ministro relator do caso, Luiz Edson Fachin. A acusação se baseou nas investigações abertas dentro da Operação Lava Jato, a partir das delações de executivos da empresa JBS. O parecer de Janot acusou Temer de ser o destinatário final de uma mala contendo quinhentos mil reais e de uma promessa de outros 38 milhões de reais em vantagem indevida, ambas da empresa JBS. O intermediário das operações foi, segundo a denúncia, o ex-assessor do presidente e ex-deputado, Rodrigo Rocha Loures, preso no dia 18 de maio, e filmado em março de 2017 pela Polícia Federal, saindo correndo de um restaurante, em São Paulo, com uma mala contendo quinhentos mil reais. Segundo a Procuradoria-Geral da República, o dinheiro era parte de propina destinada a Temer por ele ter ajudado a JBS em processos no Conselho Administrativo de Defesa Econômica (Cade). Com isso, o presidente foi denunciado pelo crime de corrupção passiva. Essa foi a primeira vez que um presidente da República foi denunciado à Suprema Corte no exercício do mandato. Janot também pediu que Temer fosse condenado à perda do cargo de presidente e que pagasse uma multa de dez milhões de reais por danos morais à coletividade. Já o ex-deputado Rocha Loures pagaria multa de dois milhões de reais.

### Tramitação na Câmara dos Deputados
Em 5 de julho o presidente da Comissão de Constituição e Justiça Rodrigo Pacheco (PMDB-MG) nomeou Sergio Zveiter (PMDB-RJ) como relator do caso. Apesar de ser filiado ao PMDB, Zveiter possuía um perfil técnico e independente e apresentou um parecer favorável à admissibilidade da denúncia.
Enquanto a denúncia esteve em análise na Comissão de Constituição e Justiça, o governo articulou com partidos aliados uma série de manobras como a substituição de integrantes não considerados suficientemente leais, além de liberar verbas para projetos e emendas de parlamentares, entre outras estratégias, para garantir a rejeição do parecer do relator Sergio Zveiter que recomendava o prosseguimento da denúncia. Assim, em 13 de julho, os deputados da comissão rejeitaram o relatório de Sergio Zveiter, por 40 votos a 25. Com a rejeição do parecer de Zveiter, o presidente da comissão, Rodrigo Pacheco, indicou como novo relator o deputado Paulo Abi-Ackel (PSDB-MG), aliado do presidente Michel Temer, que apresenta um relatório contra a admissibilidade da denúncia. Este relatório seria aprovado pela comissão por 41 votos a 24.

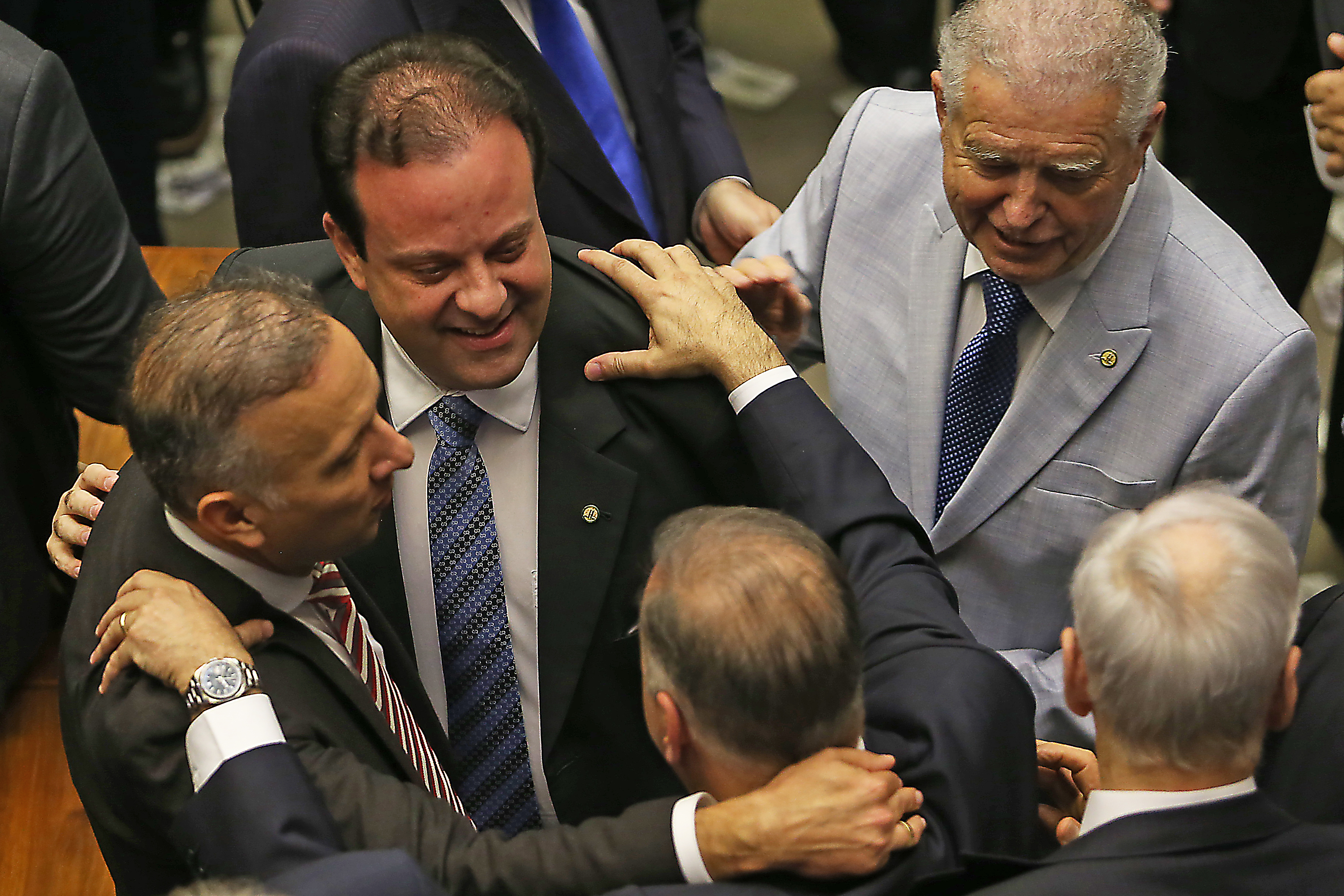
Deputados da base governista comemoram o resultado favorável após o fim da votação da denúncia na Câmara.

Após a votação na Comissão de Constituição e Justiça da Câmara, parlamentares do PSOL e da REDE pediram à Procuradoria-Geral da República que fosse feito um inquérito para averiguar a liberação de emendas pelo governo, em meio à análise da denúncia contra o presidente Michel Temer na Câmara dos Deputados. De acordo com a ONG Contas Abertas, parlamentares que declaravam abertamente apoio ao governo Temer receberam em média a promessa de um milhão de reais a mais do que os deputados que votariam pela aprovação da denúncia; já o SIAFI, sistema de contabilidade do governo federal, estimou que, só nos treze primeiros dias de julho, o governo se comprometeu a gastar R$ 1,9 bilhão com emendas.
Em 2 de agosto de 2017, a Câmara dos Deputados vota o relatório da Comissão de Constituição e Justiça, de autoria do deputado Paulo Abi-Ackel, que rejeitava a primeira denúncia da Procuradoria-Geral da República recebendo 263 votos favoráveis, 227 contrários, além de serem registradas 19 ausências e 2 abstenções.

## Segunda denúncia
Antes de deixar o comando da Procuradoria-Geral da República, em setembro, Janot decidiu apresentar as denúncias relativas à principal linha de investigação da Lava Jato, iniciada em 2015. Estas, incluíram duas peças acusatórias contra o comando do PMDB - referido como "Quadrilhão do PMDB": uma para a ala do partido no Senado e outra para a ala do partido na Câmara dos Deputados. Como ex-presidente da Câmara, Temer foi incluído na segunda.
A denúncia apresentada pelo Procurador-Geral da República acusou o presidente Michel Temer de exercer o papel de líder de uma organização criminosa desde maio de 2016, quando assumiu interinamente o governo, após o afastamento da ex-presidente Dilma Rousseff. Segundo Janot, Temer adquiriu poderes com o comando do chamado PMDB da Câmara, um núcleo político que desviou recursos da Petrobras e de diversos órgãos do governo. Nos termos da denúncia, esse grupo passou a concentrar poderes que antes pertenciam ao Partido dos Trabalhadores no esquema de corrupção descoberto na Operação Lava Jato.
O site UOL Notícias esquematizou em cinco pontos o conteúdo da denúncia:
1. grupo de atuação: Temer atuaria, desde 2006, quando era deputado federal, como o articulador de um grupo político que cometeu crimes contra a administração pública, bem como contra a Câmara dos Deputados. Esse grupo estaria formado pelos seguintes políticos: Eduardo Cunha, Henrique Eduardo Alves, Geddel Vieira Lima, Rodrigo Rocha Loures, Eliseu Padilha e Moreira Franco. Eles teriam recebido, juntos, mais de 587 milhões de reais em propinas, gerando um prejuízo de 29 bilhões de reais à Petrobras;
2. distribuidor: Temer, com os poderes de presidente nacional do PMDB, distribuiria cargos no governo federal, recebendo em troca uma parcela da propina arrecadada por Moreira Franco, Geddel Vieira Lima, Eliseu Padilha e especialmente de Eduardo Cunha. Segundo Janot, Temer, agindo como cúpula e alicerce, dava segurança a essa organização, permitindo às empresas envolvidas contarem com a discrição e principalmente com a orientação de Michel Temer;
3. obstrução: Temer também teria tentado atrapalhar as investigações, instigando os executivos Joesley Batista e Ricardo Saud, do grupo J&F, controlador do frigorífico JBS, a pagarem vantagens indevidas a Lúcio Funaro, doleiro e suposto operador do PMDB no esquema, e a Eduardo Cunha, visando a impedir que esses últimos firmassem um acordo de colaboração com a Justiça. Joesley disse à procuradoria que o objetivo era mantê-los financeiramente bem e em silêncio;
4. gravação: houve a gravação de uma conversa entre Joesley e Temer, em março de 2017, no Palácio do Jaburu, a residência oficial da vice-presidência, que é habitado por Temer. Assim, por intermédio de Rodrigo Rocha Loures, originaram-se o ajuste de um pagamento de propina de quinhentos mil reais por semana ao presidente e a garantia de um lucro ao grupo J&F, controlador da JBS, de aproximadamente dez milhões de reais. Esse valor estaria em uma mala recebida por Rocha Loures, que foi flagrado com a quantia em abril de 2017. Janot disse que as demais parcelas não foram pagas porque Joesley firmou um acordo com o Ministério Público;
5. negociação de repasses: ainda segundo Janot, em 2014, Temer negociou com integrantes do PT o repasse de quinze milhões de reais por meio da J&F, sendo o pagamento dessa parcela da propina feito ao longo de alguns meses, sob a orientação direta de Michel Temer a Ricardo Saud. Nas palavras da procuradoria, as campanhas de 2014 tiveram a maior arrecadação histórica de valores repassados por pessoas jurídicas, comprovando-se com isso o fruto de um vasto esquema criminoso montado nos mais diversos órgãos e empresas estatais. Só o PMDB teve um incremento de 122,7 milhões de reais em relação aos valores recebidos em 2010.

### Batalha judicial contra a denúncia
Antes mesmo da apresentação da denúncia criminal, os advogados de defesa de Temer solicitaram ao Supremo Tribunal o afastamento de Janot das investigações contra o presidente e também o impedimento de uma nova denúncia, porém o ministro Edson Fachin negou os pedidos. A defesa de Temer, então, recorreu ao plenário da Corte pretendendo invalidar provas e barrar uma nova denúncia alegando "suspeição" sobre Janot por existir uma "obsessiva conduta persecutória" do procurador-geral com o presidente além de questionar a validade das provas obtidas na delação da JBS, uma vez que o acordo de colaboração premiada fora rescindido devido ao fato de o Ministério Público Federal entender que teria ocorrido omissão nos depoimentos dos delatores. Em 13 de setembro, um dia antes da apresentação da segunda denúncia por Janot, o Supremo Tribunal manteve o procurador-geral da República à frente das investigações sobre o presidente Michel Temer, porém não concluiu a análise do pedido da defesa para o impedimento de uma nova denúncia contra Temer e sobre a validade das provas entregues pelos delatores. Assim, logo após a apresentação da segunda denúncia contra o presidente e integrantes do PMDB, os advogados de defesa recorreram novamente a Suprema Corte para que a denúncia fosse devolvida à Procuradoria-Geral da República sob o argumento de conter as acusações referentes a um período em que presidente não estava no cargo. Finalmente, em 21 de setembro, a maioria dos ministros da Corte decidiram encaminhar a denúncia  à Câmara dos Deputados, conforme determina a Constituição, entendendo que não cabia ao judiciário fazer juízo sobre as acusações antes da deliberação da Câmara sobre o prosseguimento do processo.

### Argumentos da defesa
Em 4 de outubro de 2017, os advogados de defesa de Temer enviaram uma defesa à Câmara dos Deputados, na qual atacam duramente Rodrigo Janot, a quem chamaram de antiético, indecente, imoral e ilegal. Em tom bastante agressivo, Janot foi comparado a um pistoleiro que não aceitou a rescisão de contrato com o mandante do assassinato porque adquiriu raiva da vítima. A peça de 89 páginas visava a rebater a segunda denúncia no Supremo Tribunal Federal, cujo conteúdo era a acusação de organização criminosa e obstrução da Justiça.
Os advogados inverteram as posições e acusaram Janot de arquitetar, com os delatores da JBS e outros criminosos confessos, uma acusação contra a autoridade máxima do país. O objetivo da denúncia, chamada de inepta, seria criminalizar a política, insinuar que toda atividade política está contaminada por práticas ilícitas. Prosseguindo nessa estratégia, a defesa criticou a forma como se fez a negociação com Funaro, para que este fizesse uma delação premiada, acusando Janot de fazer uma "licitação" entre Lúcio Funaro e Eduardo Cunha, oferecendo benefícios a quem aceitasse mentir mais sobre Temer. Além disso, Janot teria pressa para fechar a delação da JBS, antes que Temer indicasse Raquel Dodge para ser a nova procuradora-geral, o que realmente aconteceu.
Em síntese, a defesa utilizou os seguintes argumentos:
1. Janot agiu além das suas funções e com parcialidade;
2. a denúncia insistiu em retomar a "historieta da mala" de dinheiro de Rodrigo Loures, já rejeitada pela Câmara;
3. a inicial acusatória tomou como provados quinze fatos que ainda estavam em apuração;
4. palavras isoladas de delatores não servem à instauração válida da ação;
5. Lúcio Funaro sempre afirmou apenas que tomou conhecimento da liderança de Temer na organização criminosa, sem nunca relatar um só contato com o presidente.

Ainda em resposta ao conteúdo da denúncia apresentada, a defesa reiterou que os fatos ainda não estavam provados e que os supostos crimes aconteceram em 2006, antes do atual mandato, lembrando que a Constituição só autoriza o julgamento de crimes praticados durante o exercício do cargo. Porém, Janot assumiu que a quadrilha ainda estaria na ativa, chefiada pelo presidente. A acusação de obstrução da Justiça também foi contestada porque, segunda a defesa, Temer não deu a ordem de silenciar Cunha e Funaro, apenas ouviu de Joesley Batista que isso estava acontecendo.

### Tramitação na Câmara dos Deputados
Em 28 de setembro o presidente da Comissão de Constituição e Justiça (CCJ), Rodrigo Pacheco (PMDB-MG) nomeou o deputado Bonifácio de Andrada (PSDB-MG) como relator da segunda denúncia. A escolha do deputado gerou desconforto na bancada de seu partido, que ficou dividida durante a votação da primeira denúncia, quando o relator Paulo Abi Ackel, também integrante do PSDB mineiro, redigiu parecer favorável a Temer, se alinhou ao governo e expôs a divisão interna no partido.
Segundo o colunista do G1 Gerson Camarotti, Bonifácio de Andrada teria afirmado que Temer lhe pediu para aceitar a relatoria e o presidente teve participação direta em sua escolha.
A cúpula do PSDB solicitou que Andrada se recusasse a desempenhar a função de relator do caso. Dado a recusa deste, o deputado Ricardo Tripoli (PSDB-SP), líder do partido na Câmara, e o senador Tasso Jereissati (PSDB-CE), presidente em exercício do partido, decidiram retirar Andrada da vaga de suplente na CCJ, impossibilitando sua atuação como relator. A ação foi motivada pela divergência interna no PSDB e tinha como objetivo evitar que o parecer favorável de Andrada ao presidente fosse vinculado à imagem do partido. Em uma manobra articulada com o Palácio do Planalto, o PSC (que integra a base governista) cederia a vaga de suplente de Marco Feliciano (PSC-SP) a Andrada, viabilizando sua permanência na relatoria. Andrada, que era tratado pelos governistas como “nosso relator”, apresentou um parecer contrário à denúncia.
Assim como na primeira denúncia, os governistas articularam substituições dos membros da CCJ para garantir que um parecer favorável a Temer fosse aprovado. Em 18 de outubro, o parecer contrário a denúncia foi aprovado por 39 votos favoráveis a 26 contrários.
O governo também adotaria várias manobras políticas e estratégias para barrar a denúncia como a liberação de emendas parlamentares e a distribuição de cargos para agradar a base governista, além de exonerar dez ministros que são deputados federais licenciados para retornarem à Câmara dos Deputados e votarem contra a denúncia.

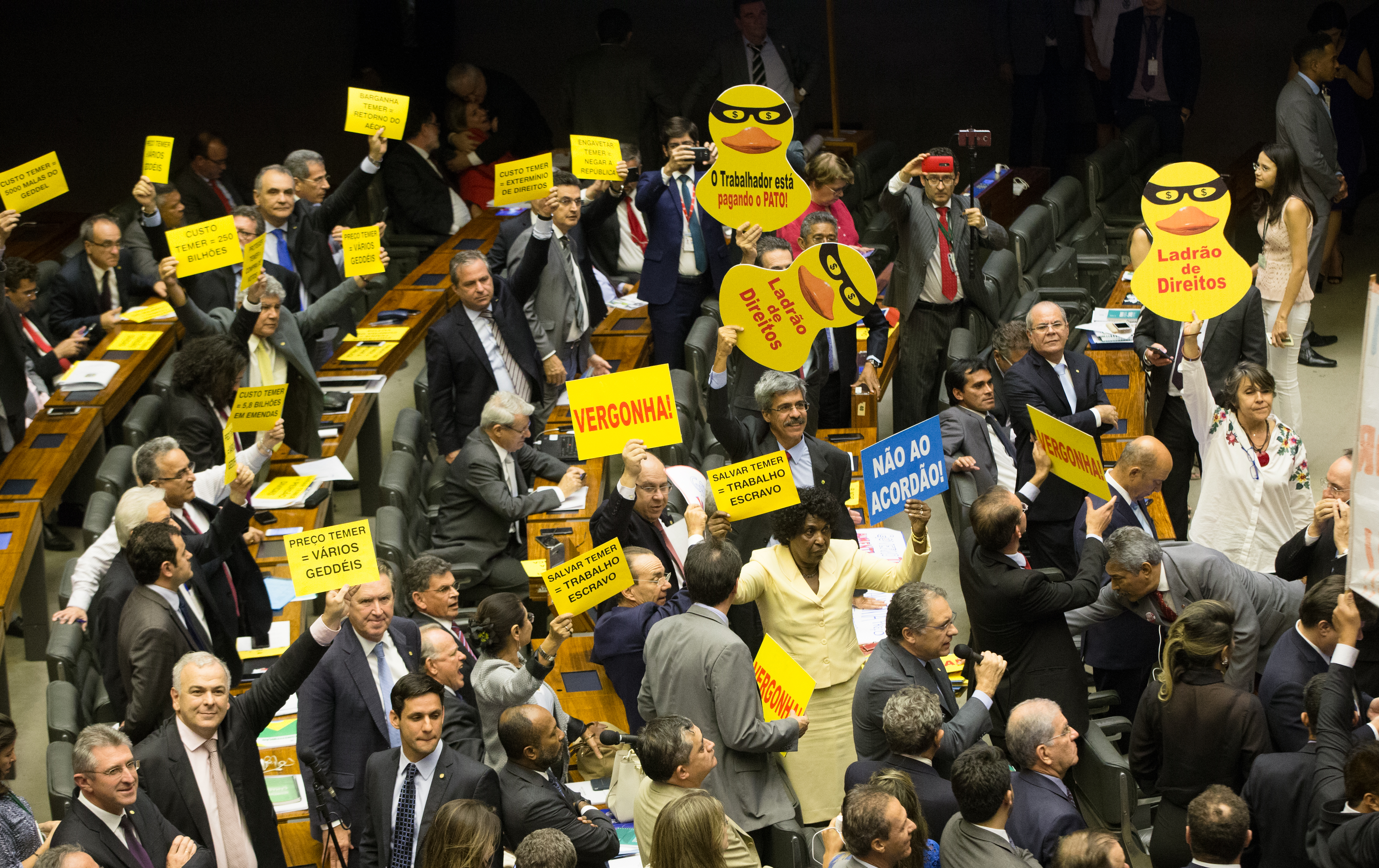
Parlamentares da oposição protestam durante a votação da denúncia contra Temer e ministros.

O plenário da Câmara dos Deputados, votando conforme o parecer do relator Bonifácio de Andrada, apresentado na Comissão de Constituição e Justiça, rejeitou a denúncia em 25 de outubro. Contudo, verificou-se uma redução do apoio dos parlamentares ao Planalto, o qual recebeu doze votos a menos do que na primeira denúncia, por corrupção passiva, arquivada no plenário, no dia 2 de agosto. Dos 487 deputados presentes na Câmara, Temer recebeu 251 votos favoráveis a ele, enquanto 233 deputados defenderam, sem sucesso, a continuidade das investigações contra o presidente. O plenário registrou ainda 25 ausências e duas abstenções. O presidente da Casa, Rodrigo Maia, não votou. A base aliada precisava de 172 votos, entre "sim", ausências e abstenções, para impedir a admissibilidade da denúncia.

## Articulações e negociações do governo com os deputados
Michel Temer liberou muitos recursos financeiros para emendas parlamentares, antes das duas votações, a fim de obter votos favoráveis dos deputados. Segundo os dados da Comissão Mista de Orçamento, foram liberados 881,3 milhões de reais em menos de dois meses, sendo 607,9 milhões de reais nos primeiros 21 dias de outubro e 273,4 milhões de reais em setembro. No final da semana anterior à votação, grandes volumes foram liberados para deputados e senadores: 22,4 milhões de reais na sexta-feira e 53,2 milhões de reais no sábado. O governo já havia empenhado 5,1 bilhões de reais desde a primeira denúncia, sendo 4,28 bilhões de reais apenas com os deputados; somando com o gasto quase todo o volume previsto para o ano, que era de 6,1 bilhões de reais com o contingenciamento. Temer ainda decidiu ignorar o contingenciamento e retomar o valor original destinado às emendas parlamentares, que era de nove bilhões de reais no orçamento de 2017. Assim, cada um dos 513 deputados e 81 senadores ganharia uma cota de quinze milhões de reais, em vez dos 10,7 milhões fixados depois do corte. As emendas individuais de deputados e senadores devem ser pagas, mas o governo pode determinar o ritmo do compromisso conforme as suas conveniências políticas. Temer abriu mão de bilhões ao atender a pedidos de aliados, desistindo de privatizações e ampliando benesses a devedores na Medida Provisória do Refis, o que causou uma perda de 2,4 bilhões com as concessões;  e também ao editar o decreto que reduziu multas de crimes ambientais.
Visando agradar a bancada ruralista o governo atendeu aos seus pleitos entre as duas votações, com a assinatura de um decreto que definiu um "marco temporal" para a demarcação de terras indígenas, o que dificulta novas demarcações; sancionou uma lei que flexibilizou e ampliou as possibilidades de regularização fundiária de áreas rurais situadas em terras da União ocupadas na Amazônia Legal (a chamada "MP da Grilagem"); editou a portaria que dificulta a fiscalização e o combate ao trabalho escravo; assinou um decreto que liberava mineração na Reserva Nacional do Cobre e Associados (Renca) na Amazônia; além de outras regras que facilitam renegociação de dívidas rurais e enfraquecem a proteção ambiental. Diante da imensa repercussão negativa, o decreto que liberava mineração na reserva na Amazônia e o decreto que dificultava a caracterização do trabalho escravo seriam revogados.
Antes da votação da segunda denúncia, Temer também teria atuado para manter o mandato do senador Aécio Neves (PSDB-MG) em uma troca de apoios: em retribuição aos votos dos senadores do PMDB favoráveis a Aécio, parte da bancada do PSDB na Câmara dos Deputados ajudaria a barrar a segunda denúncia contra o presidente. Em 17 de outubro, o Senado derrubou uma ordem da Primeira Turma do Supremo Tribunal Federal que estabeleceu, em 26 de setembro, o afastamento de Aécio Neves de seu mandato de senador. Dezoito senadores do PMDB, dos 22 senadores pemedebistas do Senado, votaram pela revogação do afastamento de Aécio. A própria escolha de Andrada, que é próximo ao senador Aécio Neves,  para a relatoria do caso seria um indício da união entre Temer e Aécio.

## Justificativas dos deputados nas votações
Os deputados que mudaram os seus votos entre a primeira e a segunda denúncias contra o presidente Michel Temer apresentaram justificativas que incluíram as redes sociais e os pedidos de prefeitos. Oito deputados deixaram de apoiar o presidente, enquanto três fizeram o contrário. Cícero Almeida disse que inicialmente votou favoravelmente a fim de ser liberado para deixar o PMDB sem o risco de perder o seu mandato e que, na segunda denúncia, fez uma enquete entre os eleitores para definir o seu posicionamento. Abel Mesquita Jr alegou pouca experiência na primeira votação, mas as delações o convenceram de que os fatos deveriam ser apurados e de que ninguém está acima da lei. Heuler Cruvine acreditava que a segunda denúncia tinha mais consistência que a primeira, tendo ainda respeitado a sociedade organizada da sua região, que se manifestou contra o presidente. De outra parte, César Halum afirmou ter recebido pedidos de prefeitos e empresários de seu estado para dar apoio ao presidente, a quem chamou de "mal menor". Carlos Gomes se justificou argumentando que, quando ocorreu a primeira denúncia, havia espaço para se buscar uma eleição direta para presidente, sendo esse o seu desejo, e que a segunda denúncia apenas repetiu o conteúdo da primeira.

## Consequências

### Crise no PSDB e retirada do governo
A primeira denúncia contra Temer causou uma divisão no PSDB. Dos 47 deputados tucanos, 22 votaram pelo arquivamento da denúncia, 21 pela investigação de Temer e quatro se ausentaram. O governo avaliou que o partido, que detinha quatro ministérios, sairia destroçado da votação na Câmara. Embora houvesse uma tentativa de consenso para votar a favor do recebimento da denúncia, a maioria votou contra a orientação do líder, Ricardo Tripoli. Em seu discurso, o deputado disse que o PSDB não desejava o fracasso do governo nem a “ruína do país”, mas enfatizou que existia uma sequência de escândalos, a qual estava causando desesperança na população. Mesmo assim,  Tripoli liberou os tucanos para votar de acordo com as suas consciências. De outra parte, um deputado tucano alegou que Tripoli não estava cumprindo a sua função de líder e que deveria apenas liberar a bancada, sem manifestar a sua posição pessoal.
Na votação da segunda denúncia aprofundaria-se a divisão do partido com 23 votos favoráveis a denúncia e 20 contrários. De um lado, o grupo ligado a Aécio Neves (favorável ao governo), e de outro o grupo dos independentes e dos chamados "cabeças pretas" (ala jovem do partido), encabeçado por Tasso Jereissati e Ricardo Tripoli (que seguem a tendência pró-rompimento).
Essa crise interna se tornaria ainda mais aguda em novembro quando o senador Aécio Neves, licenciado da presidência do PSDB desde maio devido a divulgação da delação da JBS, destituiu o senador Tasso Jereissati da presidência interina do partido e reassumiu o posto para entregá-lo ao ex-governador de São Paulo Alberto Goldman. O objetivo era enfraquecer Jereissati, que havia se lançado candidato à presidência do partido com um discurso de combate à corrupção e reconhecimento de erros, haja vista sua candidatura se opunha à do governador de Goiás, Marconi Perillo, que era apoiado pelos partidários de Aécio. Em fins de novembro, após acordo feito entre as duas alas do partido, Tasso Jereissati e Marconi Perillo retiraram suas candidaturas e Geraldo Alckmin foi nomeado candidato único para presidir o PSDB em uma eleição que ocorreu em dezembro.
A consequência foi a saída do PSDB do governo. Em dezembro de 2017, Temer disse que essa ruptura seria "cortês e elegante". Geraldo Alckimin negociou com o presidente a forma de abandono dos cargos ocupados pelo partido e de apoio às metas do governo, incluindo a reforma da previdência. Segundo o acordo, Luislinda Valois, dos Direitos Humanos, e Antônio Imbassahy, da Secretaria de Governo, entregariam os seus cargos, permanecendo apenas Aloysio Nunes, das Relações Exteriores.

## Terceira denúncia
Uma terceira denúncia criminal contra o presidente Michel Temer, como resultado do chamado "Inquérito dos Portos", ocorreu em 19 de dezembro de 2018 com a procuradora-geral da República, Raquel Dodge, denunciando Temer e outros cinco investigados (os empresários Antônio Celso Grecco e Ricardo Conrado Mesquita, sócios da Rodrimar; Carlos Alberto Costa, da Argeplan; o coronel reformado João Batista Filho e Rodrigo Rocha Loures) ao Supremo Tribunal Federal pelos crimes de corrupção ativa, corrupção passiva e lavagem de dinheiro.
Em 29 de março de 2018, foi deflagrada pela Polícia Federal a Operação Skala, sendo autorizada pelo ministro Luís Roberto Barroso, relator do inquérito que investiga se Temer, por meio de decreto, beneficiou empresas do setor portuário em troca de suposto recebimento de propina. Houve treze mandados de prisão temporária autorizados pelo Supremo Tribunal Federal, assim como mandados de busca e apreensão, com o objetivo de coletar provas para a investigação.   O inquérito contou com documentos apreendidos nas operações Skala e Patmos, além de informações reunidas a partir da quebra de sigilos bancários e telefônicos e depoimentos prestados ao longo do processo de investigação.
O Inquérito dos Portos fora concluído no dia 16 de outubro de 2018, resultando no indiciamento de onze pessoas, incluindo Michel Temer e sua filha Maristela, em pedidos de sequestro e bloqueio de bens de todos os indiciados e pedidos de prisão preventiva de quatro deles. O relator encaminhou o inquérito à Procuradoria-Geral da República, que decidiu pela acusação formal contra o presidente declarando que "as provas coligidas na investigação demonstram a existência de um pernicioso e perene esquema de troca de favores, cujo epicentro era Michel Temer, configurando um sistema institucionalizado de corrupção". Como a denúncia foi apresentada a doze dias do fim do mandato de Temer, foi requerido ao relator do caso que a mesma seja enviada à primeira instância (a Justiça Federal em Brasília) a partir de 1.º de janeiro haja vista a  
falta de tempo hábil para que o Congresso Nacional analise a denúncia como prevê a Constituição.

## Absolvição das acusações
Os inquéritos e investigações foram retomados após a saída de Michel Temer da Presidência da República, e as sentenças foram pela absolvição das três denúncias apresentadas pela PGR.